# Miranda Cosgrove
Miranda Taylor Cosgrove (sinh ngày 14 tháng 5 năm 1993) là một nữ diễn viên kiêm ca sĩ người Mỹ. Cô bắt đầu tham gia vào ngành giải trí từ năm 3 tuổi với một số quảng cáo trên truyền hình. Phim điện ảnh đầu tiên mà cô tham gia là School of Rock (năm 2003, vai Summer Hathaway). Từ năm 2007 đến 2012, Miranda vào vai Carly Shay trong loạt sitcom iCarly. Năm 2010, Cosgrove được nhận thù lao $180.000 USD cho mỗi tập của sitcom này, giúp cô trở thành ngôi sao thiếu niên được trả nhiều thứ hai trên truyền hình. Cô cũng lồng tiếng cho nhân vật Margo trong phim hoạt hình Despicable Me (2010) và các phần sau đó. Năm 2016, cô vào vai Shea Moore trong sitcom Crowded của đài NBC.

## Danh sách phim

### Điện ảnh
| Năm  | Tên phim            | Vai diễn | Ghi chú    |
| ---- | ------------------- | -------- | ---------- |
| 2010 | Kẻ trộm mặt trăng   | Margo    | Lồng tiếng |
| 2013 | Kẻ trộm mặt trăng 2 | Margo    | Lồng tiếng |
| 2017 | Kẻ trộm mặt trăng 3 | Margo    | Lồng tiếng |
| 2024 | Kẻ trộm mặt trăng 4 | Margo    | Lồng tiếng |